# マリーンズ・ベースボール・アカデミー
マリーンズ・ベースボール・アカデミーは、BS12 TwellVで放送されている子ども向け野球指導のテレビ番組。DVD化されており、千葉ロッテマリーンズOBコーチである武藤一邦・高沢秀昭・園川一美・平井光親及びフィジカルコーチを務めた赤坂守が指導を行っている。

## 放送内容
| 放送回 | タイトル                                                           | 担当コーチ | 内容 | DVD収録 |
| ------ | ------------------------------------------------------------------ | ---------- | ---- | ------- |
| 第1回  | スローイング講座[1]ボールの握り方・ステップ                        | 園川コーチ |      |         |
| 第1回  | 守備講座[1]グラブの向き・体の中心で補給しよう                      | 高沢コーチ |      |         |
| 第1回  | バッティング講座[1]バットのにぎり方・基本の構え                    | 武藤コーチ |      |         |
| 第2回  | スローイング講座[2]上半身の使い方                                  | 園川コーチ |      |         |
| 第2回  | 守備講座[2]ゴロ捕球と送球[1]                                       | 高沢コーチ |      |         |
| 第2回  | バッティング講座[2]タイミングの取り方                              | 武藤コーチ |      |         |
| 第3回  | バッティング講座[3]テイクバックからトップまで                      | 武藤コーチ |      |         |
| 第3回  | ストレッチ＆トレーニング講座[1]まっすぐに歩く                      | 赤坂コーチ |      |         |
| 第4回  | バッティング講座[4]スイング[1]                                     | 武藤コーチ |      |         |
| 第4回  | 守備講座[3]ゴロ捕球と送球[2]                                       | 高沢コーチ |      |         |
| 第4回  | 走塁講座[1]打者走者                                                | 武藤コーチ |      |         |
| 第5回  | 守備講座[4]フライ捕球                                              | 高沢コーチ |      |         |
| 第5回  | バッティング講座[5]インパクトからフォロー                          | 武藤コーチ |      |         |
| 第5回  | 走塁講座[2]一塁走者                                                | 武藤コーチ |      |         |
| 第6回  | スローイング講座[3]下半身の使い方                                  | 園川コーチ |      |         |
| 第6回  | キャッチャー講座[1]基本の構え                                      | 武藤コーチ |      |         |
| 第6回  | 障害予防講座[1]アイシング                                          |            |      |         |
| 第7回  | 走塁講座[3]三塁走者                                                | 武藤コーチ |      |         |
| 第7回  | バッティング講座[5]ティーバッティング                              | 武藤コーチ |      |         |
| 第7回  | ピッチャー講座[1]腕の角度と回旋運動                                | 園川コーチ |      |         |
| 第8回  | バッティング講座[6]開脚/スリークッションティーバッティング         | 武藤コーチ |      |         |
| 第8回  | 守備講座[5]ランダウン／タッチプレー                                | 高沢コーチ |      |         |
| 第8回  | ストレッチ＆トレーニング講座[2]体のバランス改善・下半身強化        | 赤坂コーチ |      |         |
| 第9回  | ピッチャー講座[2]体重移動                                          | 園川コーチ |      |         |
| 第9回  | 守備講座[6]リレー／カットプレー                                    | 高沢コーチ |      |         |
| 第9回  | キャッチャー講座[2]キャッチング                                    | 武藤コーチ |      |         |
| 第10回 | 守備講座[7]１塁手                                                  | 高沢コーチ |      |         |
| 第10回 | バッティング講座[8]トップの形から/連続スイングバッティング         | 武藤コーチ |      |         |
| 第10回 | 走塁講座[4]三塁ランナー                                            | 武藤コーチ |      |         |
| 第11回 | 特別編マリーンズ少年野球教室                                       |            |      |         |
| 第13回 | 走塁講座[5]盗塁                                                    | 武藤コーチ |      |         |
| 第13回 | ピッチャー講座[4]体幹トレーニング                                  | 園川コーチ |      |         |
| 第13回 | キャッチャー講座[3]ブロッキング                                    | 武藤コーチ |      |         |
| 第14回 | バッティング講座[10]片手/方ひざのバッティング                      | 武藤コーチ |      |         |
| 第14回 | 道具講座[1]バットの選び方                                          | 武藤コーチ |      |         |
| 第14回 | 守備講座[9]３塁手                                                  | 高沢コーチ |      |         |
| 第15回 | 守備講座[10]遊撃手                                                 | 高沢コーチ |      |         |
| 第15回 | ピッチャー講座[5]ゴムを使ったトレーニング                          | 園川コーチ |      |         |
| 第15回 | キャッチャー講座[4]送球の基本                                      | 武藤コーチ |      |         |
| 第16回 | バッティング講座[11]送りバント                                     | 武藤コーチ |      |         |
| 第16回 | ピッチャー講座[6]変化球                                            | 園川コーチ |      |         |
| 第16回 | 走塁講座[6]スライディング                                          | 武藤コーチ |      |         |
| 第17回 | バッティング講座[12]フリーバッティング                             | 武藤コーチ |      |         |
| 第17回 | 守備講座[11]ダブルプレー                                           | 高沢コーチ |      |         |
| 第17回 | キャッチャー講座[5]１・３塁への送球                                | 武藤コーチ |      |         |
| 第18回 | 守備講座[12]特別なスローイング                                     | 高沢コーチ |      |         |
| 第18回 | バッティング講座[13]フリーバッティングの心構え／マシンバッティング | 武藤コーチ |      |         |
| 第18回 | ピッチャー講座[7]ピッチャーの守備                                  | 園川コーチ |      |         |
| 第19回 | 走塁講座[7]走者の心得                                              | 武藤コーチ |      |         |
| 第19回 | ストレッチ＆トレーニング講座[3]ウォーミングアップ                  | 赤坂コーチ |      |         |